# Тутуола, Амос
Амос Тутуола (англ. Amos Tutuola; 20 июня 1920 — 8 июня 1997) — нигерийский писатель, известный сказочными произведениями, основанными на фольклорных образах народа йоруба.

## Биография
Родился в семье крестьян, выращивавших какао, Чарльза и Эстер Тутуола. В семь лет пошёл в школу Армии Спасения, куда его послал хозяин вместо заработной платы. В 12 лет пошёл в центральную англиканскую школу в Абеокута, однако всё его обучение составило 6 лет, так как после смерти отца он должен был работать кузнецом.
Будучи ребёнком, Тутуола слушал сказки племени йоруба, которые рассказывали его мать и тетя, а позднее он и сам начал рассказывать эти сказки другим людям.
Во время второй мировой войны работал в сфере аэродромного обслуживания Королевских ВВС Великобритании. После войны попытался открыть собственную кузницу, но ему это не удалось. В дальнейшем сменил много видов деятельности, включая работу торговца хлебом и посыльного.
В 1946 году за несколько дней написал свою первую книгу — «Путешествие в город Мертвых, или Пальмовый Пьянарь и его Упокойный Винарь» (англ. The Palm-wine Drinkard and His Dead Palm-wine Tapster in the Dead's Town).
В 1947 году женился на Виктории Алаке, от которой имел четырёх сыновей и четырёх дочерей.
После того как он написал три книги и стал всемирно известен, Тутуола начал работать в Нигерийской радиовещательной компании, а также занимался книготорговлей и книгоизданием. В 1983 году участвовал в международной писательской программе университета штата Айова (США).
Умер в июне 1997 года в Ибадане. Роберт Эллиот Фокс, который разделял кабинет с писателем в университете в 1970 году, написал статью с воспоминаниями о Тутуоле, называя его одним из наиболее значительных писателей Африки.

## Творчество
Амоса Тутуолу в словаре биографий литераторов называли самым эксцентричным писателем в африканской литературе. За свою жизнь Тутуола написал девять романов, в которых необычность и комичность соединяются с легендами йоруба. Тутуола был первым нигерийским писателем, который получил международное признание.
Свои первые работы Тутуола печатать не собирался, но ему попала иллюстрированная книга, и он позвонил в издательство, чтобы предложить книгу с фольклорными сказками о духах, иллюстрированную фотографиями лесных духов. Хотя рукопись была воспринята благоприятно, но в то время её не опубликовали.
В 1950-х Тутуола увидел рекламу нигерийских писателей в одном из местных журналов и решил послать туда свою работу. Так рукопись дошла до лондонского издательства Faber and Faber и была опубликована в 1952 году. Это была книга «Путешествие в Город Мертвых, или Пальмовый Пьянарь и его Упокойный Винарь» (англ. The Palm-Wine Drinkard and His Dead Palm-Wine Tapster in the Dead's Town). Критикам книга понравилась.
Первая книга Амоса Тутуолы своей неструктурированностью текста напоминает народные сказки, что придает ей особое очарование. Сюжет типичен для сказки или мифа: герой, который зарабатывает на жизнь тем, что пьёт в огромных количествах пальмовое вино, вдруг лишается своего винодела и отправляется в поисках Винаря в Город Мёртвых, в пути посещает множество городов и местностей, населённых различными волшебными персонажами, однако, в конце концов, ему удаётся благополучно вернуться домой. А в селе в это время начался голод из-за того, что небо и земля поспорили, кто из них главнее. Герой спасает ситуацию, и всё встает снова на свои места.
Книга привлекла внимание Дилана Томаса, на французский её перевёл Раймон Кено (1953). Критики сравнивали книгу с рассказами Притчет, с «Путешествиями Гулливера» Свифта и даже с «Одиссеей» Гомера, она входит в число ста лучших африканских книг XX века.
Все произведения Тутуолы объединены похожей установкой: герой отправляется на поиск чего-то и поиски заводят его в лес, где он встречает множество магических персонажей.
Хотя английским и американским критикам книга понравилась через богатое воображение писателя, нигерийские интеллектуалы встретили книгу прохладно, считая, что писатель портит имидж страны, изображая её «нецивилизованной» в глазах Европы. Это обстоятельство, тем не менее, не помешало ему писать и далее подобные книги: «Моя жизнь в лесу духов» (1954), «Перистая Женщина, или Колдунная Владычица джунглей» (1962) и «Симби и Сатир тёмных джунглей» (1955). Русские их переводы того же А. А. Кистяковского вышли в 1984 и 1988 годах.
«Моя жизнь в лесу духов» — это, скорее, сказка об обряде инициации. Повествование ведется от семилетнего мальчика, которого мачеха выгнала из дому, так что он вынужден бродить по лесу во время племенной войны. Страх заводит его в Лес Духов, где он живёт 24 года. Однако это место также наполнено городами, королями и церквями; в нём происходят праздники и церемонии, действуют придворные правила. Герой даже помышляет поселиться в одном из таких городов со своим мёртвым кузеном, но все же решает вернуться в мир живых.
В «Симби и Сатир тёмных джунглей» (1955) Тутуола представляет любопытную девочку, которая хочет увидеть, как живут другие. Её семья предостерегает девочку от путешествий, что не мешает ей ослушаться. Девочку похищают, и начинаются её злоключения, в том числе и с магическими существами. Но девочке удаётся призывать мёртвых на помощь, и она всё же добирается домой, где предостерегает своих друзей от непослушания родителям.
В романе «The Witch-Herbalist of the Remote Town» (1980) рассказывается история охотника и его жены, которая не может забеременеть. Охотник отправляется в путешествие для того, чтобы найти лекарство. Через шесть лет он его находит у одной ведьмы, но, утомившись путешествием, выпивает часть лекарства сам.
Сравнение со сборниками народных сказок показывает, что много этих сказок являются частью фольклора йоруба. Этот фольклор характеризуется знаниями сверхъестественного, его силы, своеобразного чувства страха и юмора. Но к народной традиции он добавляет и экзотические христианские элементы. Автор экспериментирует с языком: добавляет новые слова, переводит фразеологизмы и таким образом видоизменяет английскую лексику, синтаксис и даже орфографию.
В 1963—1967 году композитор йоруба Кола Огунмола написал оперу на основе «Пальмового пьянаря».
Прозу Тутуолы на русский язык переводил известный филолог и правозащитник Андрей Кистяковский. В 1973 году Главная редакция восточной литературы издательства «Наука» АН СССР под редакцией этнографа-африканиста В. А. Бейлиса выпустила его перевод повести «Путешествие в Город Мертвых», осуществлённый с английского издания 1952 года. При этом вторая часть названия — «Пальмовый Пьянарь и его Упокойный Винарь» — из этических соображений, в рамках развернувшейся в 1972 году очередной антиалкогольной компании, в советском издании была опущена.

## Издания на русском языке
- Тутуола Амос. Приключения Симби. Пернатая ведьма / перевод Л. Биндеман, С. Майзельс. — М.: Художественная литература, 1968
- Тутуола Амос. Путешествие в Город Мертвых / Пер. А. А. Кистяковского. Послесл. В. А. Бейлиса. — М.: Наука, Главная редакция восточной литературы, 1973. — 88 с.
- Тутуола Амос. Избранные повести / Перевод с англ. А. Кистяковского. — М.: Радуга 1988 (Путешествие в Город Мертвых, или Пальмовый Пьянарь и его Упокойный Винарь; Моя жизнь в Лесу Духов; Симби и Сатир Темных джунглей; Перистая женщина, или Колдунная Владычица джунглей)

## Интересные факты
- Одного из персонажей сериала «Закон и порядок» зовут Одафин Тутуола. Согласно «Пальмовому Пьянарю», Одафин — это духовный лидер йоруба.
- В 1981 году Брайан Ино и Дэвид Бирн использовали название другой книги Тутуола — My life in the bush of ghosts — для названия своего альбома.